# Upembasjön
Upembasjön (franska: lac Upemba) är den största sjön i Upembasänkan i Kongo-Kinshasa. Den ligger i provinsen Haut-Lomami, i den södra delen av landet, 1 300 km öster om huvudstaden Kinshasa. Arean är 500–800 kvadratkilometer. Den sträcker sig 32,1 kilometer i nord-sydlig riktning, och 37,1 kilometer i öst-västlig riktning. Det största djupet är 2,8 m, men vattennivån varierar (låg i oktober–januari, hög i mars–juni).